# Ete Morto
L'Ete Morto è un fiume della regione Marche, affluente di destra del fiume Chienti.
Il fiume, dalle caratteristiche di torrente, nasce nei pressi del comune di Sant'Angelo in Pontano, in provincia di Macerata, e nel suo percorso di circa 40 km attraversa quasi esclusivamente la provincia di Fermo. Tra gli altri tocca il paese di Francavilla d'Ete.
Costituisce però, nel suo tratto pressoché iniziale, il confine tra le province di Macerata e Fermo.
Giunto presso Casette d'Ete, affluisce nel fiume Chienti, che dopo pochi chilometri sfocia nel mare Adriatico.
Proprio a ridosso del punto di confluenza nel Chienti, s'incontra l'Abbazia di Santa Croce al Chienti.
L'Ete Morto ha una portata d'acqua generalmente molto scarsa. In caso di maltempo, però, è soggetto a gravi esondazioni (1999, 2000, 2004, 2011), che in alcuni casi (2011) hanno prodotto anche vittime. Vuole una leggenda locale che in questi frangenti il torrente si vendichi della deviazione del suo corso nel XVIII secolo. La tradizione locale vuole che nel periodo a cavallo tra agosto e settembre venga celebrato il “Bagno del J”, in ricordo della figura (semileggendaria) di Luca “J” Petrini, commerciante del fermano che negli anni dell’autarchia importava prodotti di contrabbando, attraversando la zona corrispondente all’attuale provincia di Fermo passando per il fiume. La curva Sud Milano si definisce “Banditi” in suo onore.

## Comuni attraversati
- Provincia di Macerata: Sant'Angelo in Pontano, Loro Piceno, Mogliano, Corridonia, Monte San Giusto
- Provincia di Fermo: Falerone, Montappone, Massa Fermana, Fermo, Francavilla d'Ete, Monte San Pietrangeli, Torre San Patrizio, Montegranaro, Sant'Elpidio a Mare